# Гійом Брізбуа
Гійом Брізбуа (англ. Guillaume Brisebois, нар. 21 липня 1997, Лонгьой) — канадський хокеїст, захисник клубу НХЛ «Ванкувер Канакс».

## Ігрова кар'єра
Виступав за «Акаді-Батерст Тайтен» (ГЮХЛК), який обрав його на драфті ліги в 2013 році.
2015 року був обраний на драфті НХЛ під 66-м загальним номером командою «Ванкувер Канакс». У грудні 2015 Брізбуа підписав трирічний контракт початкового рівня з «Канакс».
У 2016 його обміняли до клубу «Шарлоттаун Айлендерс».
У першій грі за новий клуб Гійом вдзначився закинутою шайбою, а ще через два місяці він став капітаном команди «остров'ян».
14 лютого 2019 Брізбуа дебютував за «Канакс» у переможній грі в овертаймі 4–3 проти «Лос-Анджелес Кінгс».
30 жовтня 2020 Гійом уклав однорічний контракт на суму $700,000 доларів.
У складі юніорської збірної Канади учасник чемпіонату світу 2015.

## Досягнення
- Бронзовий призер юніорського чемпіонату світу — 2015.

## Статистика

### Клубні виступи
| 2013–14      | «Акаді-Батерст Тайтен» | ГЮХЛК        | 60 | 3  | 16 | 19 | 26 | 4  | 1 | 2 | 3 | 2  |
| 2014–15      | «Акаді-Батерст Тайтен» | ГЮХЛК        | 63 | 4  | 24 | 28 | 34 | 0  | 0 | 0 | 0 | 0  |
| 2015–16      | «Акаді-Батерст Тайтен» | ГЮХЛК        | 52 | 10 | 16 | 26 | 28 | 5  | 0 | 2 | 2 | 2  |
| 2016–17      | «Шарлоттаун Айлендерс» | ГЮХЛК        | 61 | 10 | 37 | 47 | 34 | 13 | 0 | 4 | 4 | 10 |
| 2017–18      | «Ютіка Кометс»         | АХЛ          | 68 | 3  | 15 | 18 | 16 | 5  | 0 | 0 | 0 | 2  |
| 2018–19      | «Ютіка Кометс»         | АХЛ          | 49 | 3  | 8  | 11 | 22 | —  | — | — | — | —  |
| 2018–19      | «Ванкувер Канакс»      | НХЛ          | 8  | 0  | 0  | 0  | 0  | —  | — | — | — | —  |
| 2019–20      | «Ютіка Кометс»         | АХЛ          | 48 | 4  | 11 | 15 | 37 | —  | — | — | — | —  |
| Усього в НХЛ | Усього в НХЛ           | Усього в НХЛ | 8  | 0  | 0  | 0  | 0  | —  | — | — | — | —  |

### Збірна
| Рік              | Команда          | Турнір           | Місце            | І  | Г | П | О | ШХ |
| ---------------- | ---------------- | ---------------- | ---------------- | -- | - | - | - | -- |
| 2014             | Канада Квебек    | U17              | 4-е              | 6  | 0 | 0 | 0 | 0  |
| 2014             | Канада           | МІГ18            | 1                | 5  | 0 | 3 | 3 | 4  |
| 2015             | Канада           | ЮЧС18            | 3                | 7  | 1 | 0 | 1 | 2  |
| Юніорська збірна | Юніорська збірна | Юніорська збірна | Юніорська збірна | 18 | 1 | 3 | 4 | 6  |